# 刘泽文
刘泽文（1943年—），出生于山东青岛市。烟台画院专职画家，国家一级美术师、教授、中国美术家协会会员、山东艺术学院美术学院客座教授、山东艺术设计学院教授、山东省美术家协会顾问、中国画人物画艺委会顾问、山东画院院委、山东省中国画学会委员、山东省壁画艺术研究院副院长、烟台市美术家协会名誉主席、烟台现代画院院长。
从艺50多年来，在山东省、全国和国际性美展中展出、出版、发表作品千余件，其中《望穿碧海千层浪》、《陈毅打游击的故事》组画、《我帮奶奶引针线》分别入选1975年全国年画展、1982年全国青年美展和第七届全国美展。创作出版连环画《冲破封锁线》，胶东红色记忆连环画套书——《党员登记表》《烽火雷神庙》《万两黄金送延安》《西海地下医院》《传奇英雄于得水》等60余本。创作出版宣传画、年画《各民族大团结》《庆祝毛主席著作第五卷出版》《万象更新》等100余件。

## 个人经历
2016年连环画《老子圣迹图》获全国连环画大赛创作类优秀奖。 
1998年国画《考场》入选由中华人民共和国文化部、中国美术家协会等主办的“世界华人书画展”并获铜奖。
1989年水彩画《我帮奶奶引针线》入选第七届全国美展。
1982年水粉组画《陈毅打游击的故事》入选全国青年美展。
1975年水粉画《望穿碧海千层浪》入选全国美展，被中国美术馆收藏。

## 重要个人展、联展

《胜利友谊》雕像，作者：刘泽文，安放在潍坊乐道院广场

2020年10月24日在烟台美术博物馆举办“回眸•岁月留痕——杨连城·刘泽文·张德政·张建华·刘世良艺术作品展”。
2017年1月在济南盛世美术馆举办“牛转乾坤——刘泽文水墨艺术作品展” 。
2016年9月在山东艺术学院美术馆举办《线与形的交响——刘泽文速写作品展》。
2016年4月赴美国纽约世界日报美术馆举办“艺术行者——中国美术家作品展”。
2015年5月赴联合国维也纳办事处举办 “孔子故里行——中国美术家作品展”。
2002年与杨松林、孔维克、于峰赴奥地利、德国、法国等国家举办“东方神韵——中国绘画欧美巡回展” 。
2001年9月在北京中国美术馆举办 “刘泽文速写作品展”。
1998年5月，应邀赴维也纳举办“东亚西亚造型主义刘泽文作品展”。

## 出版专集
- 《刘泽文铁线绘本——锺馗百图》2020年荣宝斋出版社出版，ISBN 978-7-5003-1343-4。
- 胶东红色记忆连环画套书——《党员登记表》《烽火雷神庙》《万两黄金送延安》《西海地下医院》《传奇英雄于得水》2020年山东人民出版社出版，ISBN 978-7-209-10872-0。
- 《大家气象——刘泽文系列作品---人物卷·山水卷·墨牛卷·色彩卷·雕塑卷》，2017年北京工艺美术出版社出版，ISBN 978-3-22-237248-3。[20]
- 《线与型的交响——刘泽文速写集》，2012年山东美术出版社出版，ISBN 978-7-5330-4064-2。
- 连环画《老子圣迹图》，2012年人民美术出版社出版，ISBN 978-7-102-06015-6。
- 连环画《王重阳与全真七子》，2011年人民美术出版社出版，ISBN 978-7-102-05613-5。
- 《当代美术家· 刘泽文》，2008年山东美术出版社出版，ISBN 978-7-5330-2620-2。
- 《刘泽文速写集》2001年人民美术出版社出版，ISBN 7-102-02280/J·1962。[21]
- 水粉画作品《晨》入编国家重点图书，中国美术分类全集——《中国现代美术全集》水粉卷，1998年人民美术出版社出版。
- 《刘泽文现代绘画集》1994年山东美术出版社出版，ISBN 7-5330-0849-9/J · 848。
- 《刘泽文水粉画选》，1989年人民美术出版社出版，ISBN 7-102-00554-7/J · 509。
- 《水粉画技法》工具书（合作），1979年山东人民出版社出版，10099.1854。